# لويس ألبرتو غارسيا
لويس ألبرتو غارسيا (بالإسبانية: Luis Alberto García) هو لاعب تايكوندو فنزويلي، ولد في 9 سبتمبر 1980 في كاراكاس في فنزويلا.

## وصلات خارجية
- لويس ألبرتو غارسيا على موقع TaekwondoData.com (الإنجليزية)
- لويس ألبرتو غارسيا على موقع اللجنة الأولمبية الدولية (الإنجليزية)
- لويس ألبرتو غارسيا على موقع أوليمبيديا (الإنجليزية)